# Tržačka Platnica
Tržačka Platnica falu Bosznia-Hercegovinában, a Bosznia-hercegovinai Föderáció Una-Szanai kantonjában.

## Fekvése
Bosznia-Hercegovina északnyugati részén, Bihácstól légvonalban 24, közúton 32 km-re északra, Cazintól légvonalban 12, közúton 15 km-re északnyugatra, a Platnica-patak völgyét övező, erdőkkel tarkított dombvidéken, a Cazinból Šturlić felé vezető út mentén fekszik. Házai a dombhátakon vezető utak mentén szétszórtan helyezkednek el.

## Népessége
| Nemzetiségi csoport | Népesség 1991 | Népesség 2013 |
| ------------------- | ------------- | ------------- |
| Szerb               | 0             | 0             |
| Bosnyák             | 716           | 688           |
| Horvát              | 1             | 0             |
| Jugoszláv           | 0             | 0             |
| Egyéb               | 1             | 8             |
| Összesen            | 718           | 696           |

## Története
A Tržačka Platnica-i (egyesek "hatići"-nek hívják az azonos nevű falu miatt, ahol a mecset áll) muszlim gyülekezet, amelyhez tartozik a már említett Hatići, valamint Bilkići, Šabanagići, Mujčići, Sinanovići, Topčagići, Porčići, Macanovići, Emrići, Huskići, Lulići, Beganovići, Zenkovići, Džinovići és Hodžići falvak is tartoznak, Cazin község északnyugati részén található, 12 km-re a várostól. A gyülekezetnek 229 háztartása van. 1981-ben épült és nyílt meg a fehérre meszelt, egyedi minarettel rendelkező mecset. Megalakulásától, a 20. század elejétől a jelenlegi mecset felépítéséig a gyülekezetnek legalább két másik fából épített mecsete volt. A boszniai háború során (1992-1995) a mecsetet ágyúzták, majd megszentségtelenítették (széttépett Koránok, a mecsetre írt graffitik stb.). A tető és a nyílászárók azonnali javítása megtörtént, az általános rekonstrukció 2001-ben történt. Az állandó imámi szolgálatot ebben a gyülekezetben a következő imámok végezték: Zarif Emrić efendi, aki 1918-ban csatlakozott a gyülekezethez, de a „cazini-lázadás” leverése során 1950-ben letartóztatták és börtönbe hurcolták, ami miatt a gyülekezet imám nélkül maradt egészen 1975-ig, amikor Refik Cnkić efendi a gyülekezethez került. A gyülekezet jelenlegi imámja hodzsa Nezir Hodžić efendi.